# Festival Internacional de Poesía Ciudad de Granada
El Festival Internacional de Poesía Ciudad de Granada o FIPCG es un evento cultural dedicado a la poesía celebrado anualmente en la ciudad de Granada, a mediados de mayo. En el festival participan los mejores autores del panorama literario internacional, y se desarrolla en el Centro Federico García Lorca y otros lugares emblemáticos de la ciudad. Cada año, el ciclo se clausura con la ceremonia de entrega del prestigioso Premio Internacional de Poesía Federico García Lorca.
El festival fue fundado en mayo de 2004, por los poetas Daniel Rodríguez Moya y Fernando Valverde Rodríguez y en él han participado importantes escritores como los Premios Nobel Wole Soyinka, Herta Müller, Mario Vargas Llosa, o  Derek Walcott, junto con autores nacionales e internacionales de la talla de Gonzalo Rojas, Ángel González, Juan Gelman, Ernesto Cardenal, Francisco Brines, José Manuel Caballero Bonald, Arturo Pérez-Reverte, Almudena Grandes, Suzanne Vega, Benjamín Prado, Joaquín Sabina, Claribel Alegría, Mark Strand, Richard Sanger, Adonis, Naim Nómez, Piedad Bonett, Carlos Ernesto García, Luis García Montero, Francisco Brines, Pedro Guerra, Enrique Morente, Miguel Ríos, Alejandro López Andrada, entre otros. Este acontecimiento también engloba otras actividades culturales, como conciertos (ofrecidos por la Orquesta Ciudad de Granada), espectáculos, etc.

## Distinciones
En el año 2009 el Festival Internacional de Poesía de Granada fue distinguido por la Consejería de Cultura de la Junta de Andalucía con el premio al Patrocinio y Mecenazgo que celebra la mayor difusión cultural de los últimos dos años en Andalucía. De este modo se integró en una prestigiosa nómina en la que se encuentran en Museo Picasso Málaga, ganador en la anterior edición, o las Cajas de Ahorro Andaluzas, que recibieron el prestigioso premio en su primera convocatoria.

## Hermanamientos
A lo largo de su historia, el FIPCG ha establecido vínculos y hermanamientos con algunos de los festivales de poesía más importantes de todo el mundo:
- Festival Internacional de Poesía de Granada (Nicaragua).
- Festival Internacional de Poesía de La Habana (Cuba).
- Poesía Festival Módena (Italia).
- Festival Internacional de Poesía de San José (Costa Rica).
- Encuentro Internacional de Poesía Carlos Pellicer (Tabasco, México).
- Festival Internacional de Poesía de Lima (Perú).